# اوکهرست (کالیفرنیا)
اوکْهِرْسْت (به انگلیسی: Oakhurst) یک منطقهٔ مسکونی در کالیفرنیا، ایالات متحده آمریکا است که در شهرستان مادرا، کالیفرنیا واقع شده‌است. اوکهرست ۱۵٫۵۵۶ کیلومتر مربع مساحت و ۲۹۸ نفر جمعیت دارد و ۶۹۳ متر بالاتر از سطح دریا واقع شده‌است.